# Sergio Briceño González
Sergio Edmundo Briceño González es un poeta mexicano. Nació en Colima en 1970. Fue exdirector editorial del Diario de Colima. Su obra ha sido traducida al francés y ha obtenido en 2001 el Premio Internacional de Poesía Salvador Díaz Mirón y en 2011 el Premio Internacional de Poesía Jaime Sabines.

## Poesía
- Trance
- Corazón de Agua Negra (Instituto Colimense de Cultura, 1995)
- Catorce fuerzas (Universidad de Colima, 1995)
- Saetas (CONACULTA, 1997)
- Ella es Dios (Praxis, 1998)
- Náqar (FilodeCaballos editores, 2003)
- Insurgencia (2011)

## Premios
- Premio Internacional de Poesía Salvador Díaz Mirón (2001), por Trance.
- Premio Internacional de Poesía Jaime Sabines (2011), por Insurgencia.[1]